# اغما (مجموعه تلویزیونی)
اغما، مجموعه تلویزیونی ۳۱ قسمتی به کارگردانی سیروس مقدم، نویسندگی علیرضا افخمی و داریوش مختاری (بر اساس طرحی از داریوش مختاری) و تهیه‌کنندگی رضا جودی است که از شبکه اول سیما در ماه رمضان ۱۳۸۶ پخش شد. این مجموعه در نظرسنجی‌ها به عنوان یکی از محبوب‌ترین سریال‌های تلویزیونی ماه رمضان شناخته می‌شود.
داستان مجموعه درباره شخصی به‌نام دکتر پژوهان (با بازی امین تارخ) است که در جبهه‌ها به پنجه طلایی مشهور بوده و اکنون به دلیل بیماری حاد همسرش مولود (با بازی شیرین بینا) بر سر دو راهی قرار دارد.

## خلاصهٔ داستان
داستان دکتر طاها پژوهان با بازی امین تارخ را دنبال می‌کند که یک پزشک متخصص جراحی مغز و اعصاب است. او به دلیل جراحی‌های موفقیت آمیزش به روی رزمندگان در جبهه‌ها به پنجه طلایی مشهور است. او اکنون به دلیل بیماری حاد همسرش مولود (شیرین بینا) بر سر دو راهی قرار دارد. از طرفی عرف پزشکی مانع جراحی همسرش توسط اوست ولی مولود اصرار دارد که فقط توسط پژوهان جراحی شود. از سویی تنها فرزند آن‌ها پری (نفیسه روشن) مخالف این عمل جراحی توسط پدر است …

## بازیگران
- امین تارخ در نقش دکتر طاها پژوهان
- حامد کمیلی در نقش الیاس اسماعیلی و فرزاد (شیطان ابلیس)
- لعیا زنگنه در نقش دکتر سیمین بردیا
- اسماعیل خلج در نقش پیر بابا
- ناصر ممدوح در نقش دکتر نائینی
- ایرج نوذری در نقش دکتر جودت
- عبدالرضا اکبری در نقش پدر رز
- نفیسه روشن در نقش پری پژوهان
- شیرین بینا در نقش مولود
- شیوا خنیاگر در نقش مادر رز
- تورج فرامرزیان در نقش بیمار بیمارستان (شیطان)
- جهانگیر اطلسی
- صدرالدین حجازی
- افشین سنگ‌چاپ
- غزاله جزایری در نقش رز قدیانی

## دیدگاه‌ها
- عزت‌الله ضرغامی در تاریخ ۲۰ آبان ۱۳۸۸ با اشاره به توجه سید علی خامنه‌ای به تولید برنامه‌های نمایشی درحوزه معارف سیما گفت: «پنج سریال با موضوعات مختلف معارفی پخش شد که یکی از این سریال‌ها به نام اغماء به عنوان یک سریال تأثیرگذار و موفق مورد توجه مقام رهبری بود و حتی چند روز گذشته نیز که امین تارخ با رهبری دیدار داشتند ایشان تأکید کردند که این سریال یکی از سریال‌های مطلوب است و باید ساخت چنین سریال‌هایی بیشتر شود.»[۱]
- عوض حیدرپور، عضو کمیسیون بهداشت و درمان مجلس در شهریور ۱۳۸۶، گفت: «سریال تلویزیونی اغما خرافه پرستی را در جامعه ترویج می‌کند و وهن جامعه پزشکی است که حتماً باید متوقف شود.» او افزود: «ما در جامعه پزشکی و به خصوص در عمل‌های جراحی با حالت‌های غیب‌گویی سر و کار نداریم، عمل جراحی یک کار علمی و دقیق است که بر اساس پروتکل مشخص گام به گام آن از ابتدا و حتی مراحل قبل از عمل تا انتها و حتی مراقبت‌های بعد از عمل تعریف مشخص دارد و هر گونه عمل خارج از آن بازی کردن با جان مردم است.»[۲] وی ادامه داد: «ترویج خرافه پرستی در پزشکی سابقه دارد و به خصوص در شوروی سابق چنین مسائلی وجود داشت، نهایت آن هم انرژی درمانی بود که حاصلی جز به خطر انداختن جان انسان‌ها ندارد.» وی افزود: «اگر قرار باشد همه منتظر باشند تا روحی از غیب نازل شود تا بیمار آن‌ها را نجات دهد و تکیه بر دانش و علوم پزشکی کم‌رنگ شود این مسئله به زیان جامعه تمام خواهد شد به همین علت باید نمایش این فیلم متوقف شود و حداقل روندی که در آن روح نازل می‌شود و عمل جراحی را هدایت می‌کند، باید تغییر کند.»[۲]